# Woodlawn (condado de Baltimore)
Woodlawn es un lugar designado por el censo ubicado en el condado de Baltimore en el estado estadounidense de Maryland. En el Censo de 2010 tenía una población de 37.879 habitantes y una densidad poblacional de 1.528,23 personas por km².

## Geografía
Woodlawn se encuentra ubicado en las coordenadas 39°18′20″N 76°44′52″O / 39.30556, -76.74778. Según la Oficina del Censo de los Estados Unidos, Woodlawn tiene una superficie total de 24.79 km², de la cual 24.7 km² corresponden a tierra firme y (0.33%) 0.08 km² es agua.

## Demografía
Según el censo de 2010, había 37.879 personas residiendo en Woodlawn. La densidad de población era de 1.528,23 hab./km². De los 37.879 habitantes, Woodlawn estaba compuesto por el 23.31% blancos, el 61.51% eran afroamericanos, el 0.37% eran amerindios, el 8.94% eran asiáticos, el 0.03% eran isleños del Pacífico, el 2.7% eran de otras razas y el 3.14% pertenecían a dos o más razas. Del total de la población el 5.79% eran hispanos o latinos de cualquier raza.